# Nikołaj Puchow
Nikołaj Pawłowicz Puchow (ros. Никола́й Па́влович Пу́хов, ur. 13 stycznia?/25 stycznia 1895 we wsi Griszowo (obecnie w obwodzie kałuskim), zm. 28 marca 1958 w Moskwie) – radziecki dowódca wojskowy, generał pułkownik, Bohater Związku Radzieckiego (1943).

## Życiorys
Ukończył szkołę średnią, 1916 rozpoczął służbę w carskiej armii, skończył szkołę podoficerską i brał udział w I wojnie światowej na Froncie Północnym jako dowódca zwiadu konnego pułku. W 1918 wstąpił do Armii Czerwonej, uczestniczył w wojnie domowej w Rosji na Froncie Południowym i Zachodnim oraz w walkach z "bandami" w Górnym Ałtaju jako adiutant pułku i szef sztabu brygady piechoty i dywizji piechoty. W latach 1924–1929 dowodził pułkiem piechoty, 1926 ukończył kursy doskonalenia kadry dowódczej Armii Czerwonej „Wystrieł” im. Kominternu, w marcu 1930 został wykładowcą szkoły wojskowej, potem kierownikiem jednego z kursów na kursach „Wystrieł”. Ukończył kursy doskonalenia kadry dowódczej przy Wojskowej Akademii Mechanizacji i Motoryzacji Armii Czerwonej im. Stalina i w styczniu 1935 został wykładowcą tej akademii, od lipca 1936 był pomocnikiem naczelnika, a od marca 1938 naczelnikiem szkoły wojskowej w Charkowie, od kwietnia 1939 wykładał w Akademii Wojskowo-Gospodarczej Armii Czerwonej. W styczniu 1941 został szefem wydziału Akademii Intendenckiej Armii Czerwonej, od 1941 należał do WKP(b), od czerwca 1941 dowodził 304 Dywizją Piechoty na Froncie Południowo-Zachodnim, a od stycznia 1942 do końca wojny 13 Armią wchodzącą kolejno w skład Frontów: Południowo-Zachodniego, Briańskiego, Centralnego i 1 Ukraińskiego.
Dowodzona przez niego armia uczestniczyła w operacji woronesko-woroszyłowgradzkiej, woronesko-kastorneńskiej i małoarchangielskiej, w bitwie pod Kurskiem, bitwie o Dniepr, następnie w operacji żytomiersko-berdyczowskiej, rówieńsko-łuckiej, proskurowsko-czerniowieckiej, lwowsko-sandomierskiej, wiślańsko-odrzańskiej, górnośląskiej, dolnośląskiej, berlińskiej i praskiej. Na czele armii gen. Puchow brał udział w zajmowaniu m.in. Owrucza, Korostenia, Nowogrodu Wołyńskiego, Sarn, Łucka, Kielc, Essen, Brandenburga i Pragi. Po zakończeniu wojny nadal dowodził 13 Armią, w czerwcu 1946 został dowódcą 8 Zmechanizowanej Armii Karpackiego Okręgu Wojskowego, w lutym 1948 dowódcą wojsk Odeskiego Okręgu Wojskowego, w 1953 dowódcą wojsk Północnokaukaskiego Okręgu Wojskowego, w listopadzie 1953 Zachodniosyberyjskiego, a w 1956 Syberyjskiego Okręgu Wojskowego. W 1952 ukończył wyższe kursy akademickie przy Wyższej Akademii Wojskowej im. Woroszyłowa. W czerwcu 1957 został głównym doradcą wojskowym przy Rumuńskiej Armii Ludowej. Był deputowanym do Rady Najwyższej ZSRR 3 i 4 kadencji. Napisał „Gody Ispytanii” (wyd. 1959). Został pochowany na Cmentarzu Nowodziewiczym.

## Awanse
- Pułkownik (1935)
- Generał major (4 czerwca 1940)
- Generał porucznik (14 lutego 1943)
- Generał pułkownik (26 sierpnia 1944)

## Ordery i odznaczenia
- Złota Gwiazda Bohatera Związku Radzieckiego (16 października 1943)
- Order Lenina (czterokrotnie)
- Order Czerwonego Sztandaru (trzykrotnie)
- Order Suworowa I klasy (trzykrotnie - 8 lutego 1943, 16 września 1943 i 29 maja 1945)
- Order Kutuzowa I klasy (dwukrotnie - 27 sierpnia 1943 i 25 sierpnia 1944)
- Order Bohdana Chmielnickiego I klasy (10 stycznia 1944)
- Order Virtuti Militari (Polska)
- Order Krzyża Grunwaldu (Polska)
- Krzyż Wojenny Czechosłowacki 1939 (Czechosłowacja)
- Order Republiki (Tuwińska Republika Ludowa

I medale.